# Сосново (Грифінський повіт)
Сосново (пол. Sosnowo) — село в Польщі, у гміні Бане Грифінського повіту Західнопоморського воєводства.
Населення — 125 осіб (2011).
У 1975-1998 роках село належало до Щецинського воєводства.

## Демографія
Демографічна структура станом на 31 березня 2011 року:
|          | Загалом | Допрацездатний вік | Працездатний вік | Постпрацездатний вік |
| -------- | ------- | ------------------ | ---------------- | -------------------- |
| Чоловіки | 74      | 22                 | 45               | 7                    |
| Жінки    | 51      | 11                 | 30               | 10                   |
| Разом    | 125     | 33                 | 75               | 17                   |